# Collegio di Pendle
Pendle è stato un collegio elettorale situato in Lancashire, nel Nord Ovest dell'Inghilterra, e rappresentato alla Camera dei comuni del Parlamento del Regno Unito. Eleggeva un membro del parlamento con il sistema maggioritario a turno unico- Il collegio è stato abolito in occasione della revisione periodica del 2024.

## Estensione
Sin dalla sua creazione nel 1983, il collegio ha avuto gli stessi confini dell'omonimo borough, tuttavia i confini del collegio vennero ridisegnati nel 1997 a causa delle sopravvenute modifiche alle estensioni dei governi locali.
I principali centri urbani di Pendle erano Nelson e Colne, e i centri minori erano Barnoldswick ed Earby, oltre a Higham and Pendleside e Craven, da quando le modifiche territoriali spostarono questi centri nel borough di Pendle, e dallo Yorkshire al Lancashire.  
Il Parlamento accettò la quinta revisione periodica dei collegi di Westminster redatta dalla Boundary Commission for England, applicata per le elezioni generali del 2010, a partire dalle quali il collegio di Pendle ebbe gli stessi ward elettorali del borough: Barrowford, Blacko and Higherford, Boulsworth, Bradley, Brierfield, Clover Hill, Coates, Craven, Earby, Foulridge, Higham and Pendleside, Horsfield, Marsden, Old Laund Booth, Reedley, Southfield, Vivary Bridge, Walverden, Waterside e Whitefield
Il collegio venne abolito nel 2024, e la sua area venne aggregata alla città di Clitheroe per confluire nel nuovo Pendle and Clitheroe.

## Membri del parlamento
| Elezione | Elezione | Deputato          | Partito          |
| -------- | -------- | ----------------- | ---------------- |
|          | 1983     | John Lee          | Conservatore     |
|          | 1992     | Gordon Prentice   | Laburista        |
|          | 2010     | Andrew Stephenson | Conservatore     |
|          | 2024     | Collegio abolito  | Collegio abolito |

## Elezioni

### Elezioni negli anni 2010
| Partito                    | Partito                                   | Candidato                  | Risultati 12 dicembre 2019 | Risultati 12 dicembre 2019 |
| Partito                    | Partito                                   | Candidato                  | Voti                       | %                          |
| -------------------------- | ----------------------------------------- | -------------------------- | -------------------------- | -------------------------- |
|                            | Conservatore                              | Andrew Stephenson          | 24 076                     | 54,15                      |
|                            | Laburista                                 | Azhar Ali                  | 17 890                     | 40,24                      |
|                            | Lib Dem                                   | Gordon Lishman             | 1 548                      | 3,48                       |
|                            | Verdi                                     | Clare Hales                | 678                        | 1,52                       |
|                            | Indipendente                              | John Richardson            | 268                        | 0,60                       |
|                            |                                           |                            |                            |                            |
| Iscritti                   | Iscritti                                  | Iscritti                   | 65 289                     | 100,00                     |
| ↳ Votanti (% su iscritti)  | ↳ Votanti (% su iscritti)                 | ↳ Votanti (% su iscritti)  | 44 460                     | 68,10                      |
| ↳ Astenuti (% su iscritti) | ↳ Astenuti (% su iscritti)                | ↳ Astenuti (% su iscritti) | 20 829                     | 31,90                      |
|                            |                                           |                            |                            |                            |
|                            | Esito: collegio confermato a Conservatore |                            |                            |                            |

| Partito                    | Partito                                   | Candidato                  | Risultati 8 giugno 2017 | Risultati 8 giugno 2017 |
| Partito                    | Partito                                   | Candidato                  | Voti                    | %                       |
| -------------------------- | ----------------------------------------- | -------------------------- | ----------------------- | ----------------------- |
|                            | Conservatore                              | Andrew Stephenson          | 21 986                  | 49,02                   |
|                            | Laburista                                 | Wayne Blackburn            | 20 707                  | 46,17                   |
|                            | Lib Dem                                   | Gordon Lishman             | 941                     | 2,10                    |
|                            | BNP                                       | Brian Parker               | 718                     | 1,60                    |
|                            | Verdi                                     | Ian Barnett                | 502                     | 1,12                    |
|                            |                                           |                            |                         |                         |
| Iscritti                   | Iscritti                                  | Iscritti                   | 65 005                  | 100,00                  |
| ↳ Votanti (% su iscritti)  | ↳ Votanti (% su iscritti)                 | ↳ Votanti (% su iscritti)  | 44 854                  | 69,00                   |
| ↳ Astenuti (% su iscritti) | ↳ Astenuti (% su iscritti)                | ↳ Astenuti (% su iscritti) | 20 151                  | 31,00                   |
|                            |                                           |                            |                         |                         |
|                            | Esito: collegio confermato a Conservatore |                            |                         |                         |

| Partito                    | Partito                                   | Candidato                  | Risultati 7 maggio 2015 | Risultati 7 maggio 2015 |
| Partito                    | Partito                                   | Candidato                  | Voti                    | %                       |
| -------------------------- | ----------------------------------------- | -------------------------- | ----------------------- | ----------------------- |
|                            | Conservatore                              | Andrew Stephenson          | 20 978                  | 47,20                   |
|                            | Laburista                                 | Azhar Ali                  | 15 525                  | 34,93                   |
|                            | UKIP                                      | Michael Waddington         | 5 415                   | 12,18                   |
|                            | Lib Dem                                   | Graham Roach               | 1 487                   | 3,35                    |
|                            | Verdi                                     | Laura Fisk                 | 1 043                   | 2,35                    |
|                            |                                           |                            |                         |                         |
| Iscritti                   | Iscritti                                  | Iscritti                   | 64 697                  | 100,00                  |
| ↳ Votanti (% su iscritti)  | ↳ Votanti (% su iscritti)                 | ↳ Votanti (% su iscritti)  | 44 448                  | 68,70                   |
| ↳ Astenuti (% su iscritti) | ↳ Astenuti (% su iscritti)                | ↳ Astenuti (% su iscritti) | 20 249                  | 31,30                   |
|                            |                                           |                            |                         |                         |
|                            | Esito: collegio confermato a Conservatore |                            |                         |                         |

| Partito                    | Partito                                           | Candidato                  | Risultati 6 maggio 2010 | Risultati 6 maggio 2010 |
| Partito                    | Partito                                           | Candidato                  | Voti                    | %                       |
| -------------------------- | ------------------------------------------------- | -------------------------- | ----------------------- | ----------------------- |
|                            | Conservatore                                      | Andrew Stephenson          | 17 512                  | 38,88                   |
|                            | Laburista                                         | Gordon Prentice            | 13 927                  | 30,92                   |
|                            | Lib Dem                                           | Afzal Anwar                | 9 095                   | 20,19                   |
|                            | BNP                                               | James D.M. Jackman         | 2 894                   | 6,42                    |
|                            | UKIP                                              | Graham Cannon              | 1 476                   | 3,28                    |
|                            | Cristiano                                         | Richard Masih              | 141                     | 0,31                    |
|                            |                                                   |                            |                         |                         |
| Iscritti                   | Iscritti                                          | Iscritti                   | 66 438                  | 100,00                  |
| ↳ Votanti (% su iscritti)  | ↳ Votanti (% su iscritti)                         | ↳ Votanti (% su iscritti)  | 45 045                  | 67,80                   |
| ↳ Astenuti (% su iscritti) | ↳ Astenuti (% su iscritti)                        | ↳ Astenuti (% su iscritti) | 21 393                  | 32,20                   |
|                            |                                                   |                            |                         |                         |
|                            | Esito: collegio passa da Laburista a Conservatore |                            |                         |                         |

### Elezioni negli anni 2000
| Partito                    | Partito                                | Candidato                  | Risultati 5 maggio 2005 | Risultati 5 maggio 2005 |
| Partito                    | Partito                                | Candidato                  | Voti                    | %                       |
| -------------------------- | -------------------------------------- | -------------------------- | ----------------------- | ----------------------- |
|                            | Laburista                              | Gordon Prentice            | 15 250                  | 37,08                   |
|                            | Conservatore                           | Jane Ellison               | 13 070                  | 31,78                   |
|                            | Lib Dem                                | Shazad Anwar               | 9 528                   | 23,16                   |
|                            | BNP                                    | Thomas Boocock             | 2 547                   | 6,19                    |
|                            | UKIP                                   | Graham Cannon              | 737                     | 1,79                    |
|                            |                                        |                            |                         |                         |
| Iscritti                   | Iscritti                               | Iscritti                   | 64 876                  | 100,00                  |
| ↳ Votanti (% su iscritti)  | ↳ Votanti (% su iscritti)              | ↳ Votanti (% su iscritti)  | 41 132                  | 63,40                   |
| ↳ Astenuti (% su iscritti) | ↳ Astenuti (% su iscritti)             | ↳ Astenuti (% su iscritti) | 23 744                  | 36,60                   |
|                            |                                        |                            |                         |                         |
|                            | Esito: collegio confermato a Laburista |                            |                         |                         |

| Partito                    | Partito                                | Candidato                  | Risultati 7 giugno 2001 | Risultati 7 giugno 2001 |
| Partito                    | Partito                                | Candidato                  | Voti                    | %                       |
| -------------------------- | -------------------------------------- | -------------------------- | ----------------------- | ----------------------- |
|                            | Laburista                              | Gordon Prentice            | 17 729                  | 44,62                   |
|                            | Conservatore                           | Rasjid Skinner             | 13 454                  | 33,86                   |
|                            | Lib Dem                                | David Whipp                | 5 479                   | 13,79                   |
|                            | BNP                                    | Chris Jackson              | 1 976                   | 4,97                    |
|                            | UKIP                                   | Graham Cannon              | 1 094                   | 2,75                    |
|                            |                                        |                            |                         |                         |
| Iscritti                   | Iscritti                               | Iscritti                   | 62 867                  | 100,00                  |
| ↳ Votanti (% su iscritti)  | ↳ Votanti (% su iscritti)              | ↳ Votanti (% su iscritti)  | 39 732                  | 63,20                   |
| ↳ Astenuti (% su iscritti) | ↳ Astenuti (% su iscritti)             | ↳ Astenuti (% su iscritti) | 23 135                  | 36,80                   |
|                            |                                        |                            |                         |                         |
|                            | Esito: collegio confermato a Laburista |                            |                         |                         |

## Risultati dei referendum

### Referendum sulla permanenza del Regno Unito nell'Unione europea del 2016
|             | Collegio | Lasciare UE % | Rimanere in UE % |
| ----------- | -------- | ------------- | ---------------- |
|             | Pendle   | 63,2%         | 36,8%            |
| Inghilterra | 53,3%    | 46,7%         |                  |
| Regno Unito | 51,9%    | 48,1%         |                  |